# Maison de Vukašin Milošević à Kučajna
La maison de Vukašin Milošević à Kučajna (en serbe cyrillique : Кућа Вукашина Милошевића у Кучајни ; en serbe latin : Kuća Vukašina Miloševića u Kučajni) se trouve à Kučajna, dans la municipalité de Kučevo et dans le district de Braničevo, en Serbie. Elle est inscrite sur la liste des monuments culturels protégés de la république de Serbie (identifiant no SK 1707).

## Présentation
La maison se trouve à proximité du centre du village, sur un terrain en pente, en retrait de la route Kučajna-Ceremošnja. En l'absence de données fiables, on suppose qu'elle a été construite vers 1830.
Son plan suit la forme de la lettre cyrillique « Г » et elle constituée d'un rez-de-chaussée et d'une cave en partie enterrée. Elle repose sur des fondations en pierres concassées et ses murs sont construits selon la technique des colombages ; le toit, de structure complexe, est recouvert de tuiles.
Sur le plan de la répartition de l'espace, la maison est en deux parties avec un long auvent qui forme une sorte de salon appelé « divanhan », sous lequel se trouve l'entrée de la cave. Le porche-galerie est soutenu par des piliers en bois profilés et le rez-de-chaussée est relié au terrain par le porche grâce à un escalier en pierres massif. L'espace intérieur est constitué de la « kuća », c'est-à-dire la « maison » au sens restreint du terme, et d'une pièce tandis que la cave forme un espace unique.
La disposition spatiale de l'édifice fait de la maison de Vukašin Milošević un exemple intéressant d'architecture traditionnelle, qui représente une première phase dans le développement de la maison de style « moravien ».
Le propriétaire ne vit plus dans la maison et, de ce fait, le bâtiment se détériore rapidement.